# Včela medonosná krymská
Včela medonosná krymská (Apis mellifera taurica) je poddruh včely medonosné pocházející z Krymu, severního a centrálního pobřeží Černého moře.
V roce 2011 výzkum z Ruska zpochybnil taxonomický status včely krymské jako samostatného poddruhu. S odkazem na analýzu mtDNA, která ukázala, že tyto oblasti neměly odlišné poddruhy, ale že jejich včely byly pouze ekotypy již dříve známých poddruhů.